# Darude
Ville Virtanen (n. 17 iulie 1975), cunoscut mai mult după numele de scenă Darude, este un producător muzical și DJ de muzică techno/dance finlandez. El și-a început cariera în 1996 și a devenit popular în anul 1999 odată cu lansarea hitului "Sandstorm".

## Discografie

### Albume de studio
| Titlu            | Detalii album                                                                                   | Poziții în topuri | Poziții în topuri | Poziții în topuri | Poziții în topuri | Poziții în topuri | Poziții în topuri | Poziții în topuri | Poziții în topuri |
| Titlu            | Detalii album                                                                                   | AUS               | CAN               | FIN               | FRA               | NOR               | SWE               | US Dan            | US Indie          |
| ---------------- | ----------------------------------------------------------------------------------------------- | ----------------- | ----------------- | ----------------- | ----------------- | ----------------- | ----------------- | ----------------- | ----------------- |
| Before the Storm | - Data lansării: September 2000 - Label: 16 Inch Records - Format: CD                           | 36                | 18                | 1                 | 34                | 14                | 9                 | 6                 | 11                |
| Rush             | - Data lansării: 15 iulie 2003 - Label: 16 Inch Records - Format: CD                            | —                 | —                 | 4                 | —                 | —                 | —                 | 11                | —                 |
| Label This!      | - Data lansării: 27 octombrie 2007 - Label: Helsinki Music Company - Format: CD, music download | —                 | —                 | —                 | —                 | —                 | —                 | —                 | —                 |
| Moments          | - Data lansării: 14 august 2015 - Label: Warner Music Finland - Format: CD, music download      | —                 | —                 | 31                | —                 | —                 | —                 | —                 | —                 |

### Single-uri
| An   | Titlu                                         | Poziții în topuri | Poziții în topuri | Poziții în topuri | Poziții în topuri | Poziții în topuri | Poziții în topuri | Poziții în topuri | Poziții în topuri | Poziții în topuri | Poziții în topuri | Poziții în topuri | Album                    |
| An   | Titlu                                         | FIN               | UK                | IRE               | NOR               | SWE               | NED               | AUT               | FRA               | AUS               | U.S. Dance        | U.S.              | Album                    |
| ---- | --------------------------------------------- | ----------------- | ----------------- | ----------------- | ----------------- | ----------------- | ----------------- | ----------------- | ----------------- | ----------------- | ----------------- | ----------------- | ------------------------ |
| 1999 | "Sandstorm"                                   | 3                 | 3                 | 3                 | 1                 | 6                 | 8                 | 13                | 14                | 40                | 5                 | 83                | Before the Storm         |
| 2000 | "Feel the Beat"                               | 1                 | 5                 | 10                | 18                | 18                | 19                | 24                | 25                | 20                | 5                 | —                 | Before the Storm         |
| 2001 | "Out of Control (Back for More)"              | 12                | 13                | —                 | —                 | 52                | —                 | 50                | 72                | 45                | —                 | —                 | Before the Storm         |
| 2003 | "Music"                                       | 1                 | —                 | —                 | —                 | 51                | 88                | —                 | —                 | —                 | —                 | —                 | Rush                     |
| 2003 | "Next to You"                                 | 1                 | —                 | —                 | —                 | —                 | —                 | —                 | —                 | —                 | —                 | —                 | Rush                     |
| 2007 | "Tell Me"                                     | 1                 | —                 | —                 | —                 | —                 | —                 | —                 | —                 | —                 | —                 | —                 | Label This!              |
| 2007 | "My Game"                                     | 4                 | —                 | —                 | —                 | —                 | —                 | —                 | —                 | —                 | —                 | —                 | Label This!              |
| 2008 | "In the Darkness"                             | —                 | —                 | —                 | —                 | —                 | —                 | —                 | —                 | —                 | —                 | —                 | Label This!              |
| 2008 | "Selfless" (featuring Blake Lewis)            | —                 | —                 | —                 | —                 | —                 | —                 | —                 | —                 | —                 | —                 | —                 | Dance4Life               |
| 2008 | "I Ran (So Far Away)" (featuring Blake Lewis) | —                 | —                 | —                 | —                 | —                 | —                 | —                 | —                 | —                 | —                 | —                 | Label This! (US Edition) |

## Remixuri oficiale și alte producții
- 2000: Rising Star – "Touch Me (Darude Remix)"
- 2000: Rising Star – "Touch Me (Darude's Sandstorm Mix)"
- 2000: Blank & Jones – "Beyond Time (Darude vs. JS16 Remix)"
- 2000: Boom! – "Boy Versus Girls (Darude vs. JS16 Remix)"
- 2000: Barcode Brothers – "Dooh Dooh (Darude vs. JS16 Remix)"
- 2000: JDS – "Nine Ways (Darude vs. JS16 Remix)"
- 2000: Waldo's People – "No-Man's-Land (Darude vs. JS16 Remix)"
- 2000: Waldo's People – "1000 Ways (Darude vs. JS16 Remix)"
- 2000: ATB feat. York – "The Fields of Love (Darude vs. JS16 Remix)"
- 2000: Safri Duo – "Played A-Live (The Bongo Song)(Darude vs. JS16 Remix)"
- 2000: The Thrillseekers – "Synaesthesia (Darude vs. JS16 Remix)"
- 2001: Bleachin' – "Peakin' (Darude vs. JS16 Short Version)"
- 2001: Bleachin' – "Peakin' (Darude vs. JS16 Long Version)"
- 2001: JS16 – "Stomping System (Darude vs. JS16 Remix)"
- 2002: DJ Aligator – "Lollipop (Darude vs. JS16 Remix)
- 2003: Gizelle – "Falling Over You (Darude vs. JS16 Remix)"
- 2004: Klamydia – "Darude's Aleksi Mutation"
- 2008: Kenneth Thomas – "Stronger Creature (Darude Remix)"
- 2009: Randy Boyer & Kristina Sky feat. Cari Golden – "No Limit (Darude Remix)"
- 2009: Alex Kunnari – "Eternity (Darude Remix)"
- 2010: J. Nitti feat. Rowetta – "No More Comin' Down (Darude Remix)"
- 2010: Darude & Weirdness feat. Jo Angel – "Katson Autiota Hiekkarantaa"
- 2010: 2AM vs. Darude feat. Georgia Haege – "Crazy World"
- 2011: Paul Corson – "Midnight Train (Darude Original Mix)"
- 2011: Paul Corson – "Midnight Train (Darude Alternative Mix)"
- 2011: Randy Boyer – "Brain Dysfunction (Darude Remix)"
- 2011: Weirdness feat. Amy Hamblin – "Rain Falls On Me (Darude Remix)"
- 2011: Kristina Sky & Randy Boyer feat. ShyBoy – "Welcome To The Future (Darude & Randy Boyer Remix)"
- 2011: Randy Boyer feat. Cari Golden – "Fragile (Weirdness & Darude Remix)"
- 2011: Randy Boyer vs. 2AM vs. Darude feat. Georgia Haege – "Monster vs. Crazy World (Darude Mash-up)"
- 2011: Weirdness – "Morning After (Darude Remix)"
- 2012: Jonas Hornblad – "A Minor Thing (Weirdness & Darude Remix)"
- 2012: Miss Thunderpussy - "Rub Me (EMM Progressive Remix)"
- 2013: Lowland & Orkidea - "Blackbird (Darude Remix)"
- 2014: Robin - "Erilaiset (Darude 'Maxed' Remix)"